# Ромодановский, Григорий Григорьевич
Князь Григорий Григорьевич Ромодановский (умер 15 [25] мая 1682) — русский государственный и военный деятель, голова, воевода, наместник, окольничий и боярин во времена правления Михаила Фёдоровича, Алексея Михайловича и Фёдора Алексеевича.
Из княжеского рода Ромодановских. Старший воинский начальник во время русско-польской войны 1654—1667. В качестве главы Белгородского разряда руководил основанием и обустройством южнорусских крепостей. Представлял царское правительство в малороссийских делах, активно вмешиваясь в выборы гетманов. Командовал русским войском в Чигиринских походах.
Младший сын боярина князя Григория Петровича Ромодановского. Брат князей: Андрея, Василия Большого, Ивана Большого Молчанки, Петра, Василия Меньшого, Фёдора и Ивана Меньшого Григорьевичей Ромодановских.

## Биография
В 1632 году встречал третьим крымских послов за Серпуховскими воротами. В 1646 году стольник за кривым государевым столом в Столовой палате, в мае второй стольник при государевом столе в трапезной Троице-Сергиева монастыря. В мае 1649 года, по царскому указанию, ездил потчевать Иерусалимского патриарха Паисия.

### Война с Речью Посполитой
В 1653 году участвовал в Земском соборе по вопросу о присоединении Малороссии и после принятия решения о вхождении в состав России, в октябре послан туда для приведения к присяге: боярин В. В. Бутурлин, окольничий И. В. Алфёров со стольниками, в числе которых был и Ромодановский.
В январе 1654 года в составе посольства Василия Бутурлина участвовал в Переяславской раде в чине стольника, приводил к присяге в верности Государю Войско запорожское, а также должен был принять Киев и другие города, находящиеся под контролем Войска запорожского.
В 1654—1659 годах один из воевод в русском войске в войне против Польши. Весною 1654 года был назначен головой и есаулом жильцов в составе Государева полка царя Алексея Михайловича при походе на Смоленск. В августе в звании сотенного головы был послан из-под Смоленска под Дубровну в составе отряда стольника князя Фёдора Куракина из семи сотен жильцов, а после велено ему идти со своим отрядом под Кричев к стольнику Шереметьеву.
В начале 1655 года был в Москве, где 12 (22) февраля принимал участие во встрече Антиохийского Патриарха Макария, на Красном крыльце. 1 (11) марта с боярином Василием Бутурлиным был назначен вторым воеводой в Белую Церковь командовать войсками, действовавшими совместно с гетманом Войска Запорожского Богданом Хмельницким. В июле воеводы и гетман выступили в поход на Львов, проникли в Галицию, беря город за городом и 15 (25) сентября воеводы известили Государя Алексея Михайловича о взятии города Черткова и ряда других городов, и о том, что брат коронного гетмана Станислава Потоцкого Павел Потоцкий сдался и «добил челом» государю. Когда русско-казацкое войско подошло ко Львову, гетман Станислав Потоцкий не решился дать сражение и отступил от Львова к Сосенному Городку, где занял оборонительные позиции. Хмельницкий и Бутурлин отправили основное войско под Львовым, но против гетмана войска под началом князя Ромодановского и Миргородского полковника Григория Лесницкого. 20 (30) сентября состоялось сражение под Городком, в результате которого польские войска были разбиты. При завоевании Гусятина, Бара, Зинкова, Краснополья и Ягольниц второй воевода, а при взятии Черткова первый воевода, в котором взял в плен знатных поляков и отослал их Государю в Москву. При взятии Люблина в военные трофее попали святые части животворящего креста Господня. В ноябре Г. Ромодановский сражался в битве под Озёрной. Опираясь на эти победы Хмельницкий стал вести переговоря с жителями Львова, уговаривая их к сдаче. переговоры затянулись, жителей не устраивали предложенные условия и они послали депутацию к Хмельницкому. Находясь на собрании Ромодановский вмешивался в переговоры, издевался над поляками и говорил всякие оскорбления. Вскоре крымский хан вторгся на Украину и русско-казацким войскам пришлось оставить осаду Львова и выступить против хана.
В 1656 году князь снова был в Москве. В марте встречал вторым на большой встрече в Золотой палате Антиохийского патриарха Макария и после ездил к нему на дом со столом. 29 апреля (9 мая) был пожалован в окольничие и приглашён к государеву столу. За службу был пожалован шубой «атлас золотной», кубком и деньгами. После этого назначен первым воеводой «на Государеву службу в Белгород и быть в Белгороде от приходу Крымского царя и Крымских людей», где пробыл до 13 августа 1657 года, сдав воеводство князю Семёну Петровичу Львову.
В августе 1657 года, после смерти Богдана Хмельницкого, Ромодановский и В. Б. Шереметев направляются с войском в Малороссию. Семь недель ждал у себя Ромодановский гетмана Выговского, что бы договориться с ним о совместных военных действий против крымцев. Когда против нового гетмана избранного на три года Ивана Выговского разгорелось восстание Барабаша и Пушкаря, Ромодановский с войсками стоял в Переяславе. 25 октября (4 ноября) в Переяслав к воеводе прибыл гетман Выговский. Г. Ромодановский упрекнул гетмана за то, что его войскам «запасов и конских кормов не выдавали» и «от бескормицы люди многие разбежались, лошади попадали». Гетман сослался на трудности из-за восстания и просил князя не выводить войска, пока гетман не подавит сопротивление, а князя Ромодановского просил встать за Днепром против поляком и татар и обещал немедленно к нему подойти после подавления мятежа. Ромодановский на эту хитрость не согласился, сославшись на неимения на то царского указа.
В феврале 1658 года в Переяславе состоялась рада, где гетман Выговский был публично утверждён в гетманстве от имени царя. После этого посланнику царя Богдану Хитрово удалось уговорить полковника Мартына Пушкаря распустить войска, и Ромодановский в марте получил приказ вернуться в Белгород и сдать дела князю Хилкову, но восстание разгорелось вновь и в мае Ромодановский вновь послан воеводой в Белгород. К июлю обстоятельства изменились в пользу московского правительства, борьба с мятежом закончилась полной победой над ними, взятием Полтавы и смертью М. Пушкаря. После подавления восстания войсками гетмана и крымского хана Ромодановский арестовал активных участников восстания: писаря полтавского полка Степана Ляха и миргородского полковника Степана Довгаля. 5 (15) июня 1658 года в расположение князя явился Яков Барабаш с отрядом своих сторонников. Представ перед воеводой, Барабаш и сопровождавшие его лица заявили, что лучше им умереть по приказу царя, чем от рук «поганых» (крымских татар). Князь Ромодановский не стал арестовывать атамана и отписал царю, что «Яков, государь, Барабаш, ныне со мною… в полку». К этому времени относится ссора Выговского с Ромодановским, который по приказу выступил в Украину и расположился в Прилуцком полку. Выговский жаловался, что Ромодановский держит в своём лагере оставшихся в живых бунтовщиков (Семёна Писаря, Барабаша и Лукаша), что он, почитает себя выше гетмана, не считается с ним, как с главою страны, не является к нему по вызову, похваляется арестовать его. Выговский принимал все меры, чтобы избавиться от присутствия московского войска на Украине руководимых Ромодановским. Он понимал, что перевести Малороссию на особых условиях в подданство Речи Посполитой, что он со своими единомышленниками замышлял, не удастся, при нахождении Ромодановского в Малороссии. Выговский извещал московское правительство, что мятежные казаки с находящимися при них татарами усмирены, и дальнейшее нахождение войск не целесообразно. В результате этого он добился своего и войска были отозваны из Малороссии. Вскоре был получен приказ арестовать Барабаша и отправить на войсковой суд в Киев, но по дороге на конвой напали сторонники Выговского и отбили арестованного. В августе Выговский напал на Киев и порубежные русские города. В сентябре заключил, так называемый Гадячский договор о приведении Малороссии на особых условиях в подданство Речи Посполитой. В сентябре на Укараину пришла царская грамота всем казакам, а особенно полтавским, как противникам Выговского, с призывом к совместным действиям, для свержения Выговского и избрания нового гетмана, в результате чего почти вся Левобережная Украина осталась верна Москве. В это время во главе Белгородского полка князь Ромодановский руководил военными действиями против Выговского. В ноябре первый воевода осаждал в Варве войска Григория Гуляницкого и зимовал в Лохвице, куда явился вновь назначенный войсковой генеральный судья Иван Безпалый. Во время военных действий пытался сдерживать гнев промосковских казаков (дейнеков), которые мстили за жестокости гетмана, грабили и жгли города сторонников Выговского. В конце ноября Ромодановский предложил выбрать казакам нового гетмана. Казаки левобережной Украины выбрали в г. Варве «гетмана на время» Ивана Безпалого и генеральным есаулом был выбран Воронок, место пребыванием гетмана был назначен г. Ромны. В декабре происходили ожесточённые бои с Выговским и поляками, в том числе и у Лохвиц, где располагался лагерем Ромодановский.
В январе 1659 года военные действия возобновились и главным полем боя стали Миргород, Ромны и Лохвице, который Ромодановский передал прибывшему князю Ф. Ф. Куракину. В марте на помощь прибыл А. Н. Трубецкой и Ромодановский определён к нему помощником, которые прибыли в Константинов, где к ним присоединился и гетман Безпалый. В апреле русские войска выступили к Конотопу на местечко Смелое, где приверженец Выговского, полковник Григорий Гуляницкий был с Нежинским, Прилуцким и Черниговскими полками, а также примкнувшие отряды татар. В июне этого же года был одним из военачальников в Конотопской битве, взял крепость Борзну и, совместно с войсками Ф. Куракина и казаками атамана Беспалого наголову разбил объединённое войско татар и Выговского под Нежином, после чего новым гетманом был избран в Переславле 17 октября 1659 года Юрий Хмельницкий, сын Богдана Хмельницкого. Выговский был вынужден передать клейноды новому гетману, а сам удалился за Днепр к полякам. Ромодановский был третьим при приведении к присяге в верности Государю избранного гетмана, запорожского войска и всей черни запорожской. В сентябре 1659 года упомянут Белгородским наместником, посылал войска из Белгорода на черкас, коих и разбил. В ноябре к нему прислан стольник Лапунов с милостивым государевым словом и с золотым. Возглавляя Белогородский стол Разрядного приказа, сыграл выдающуюся роль в организации военного дела на южной границе России. Руководил Севским и Новгородским столами Разрядного приказа.
В октябре 1660 году после битвы под Слободищем Юрий Хмельницкий перешёл на сторону Польши и на Украине вновь разгорелась боевые действия. Прибывшие к нему в Сумы, где он стоял с полками, родственники Б. Хмельницкого Самко и Золотаренко умоляли Ромодановского, чтобы он поспешил в Малороссию, но получили отказ ссылаясь на то, что ему велено стоять в Сумах, послав только под Гадяч отряд, разорить мятежных казаков. На просьбу Золотаренко, Ромодановский вновь ответил отказом и двинулся в войском из Сум в Белгород, прослышав о предполагаемом нападении крымских татар в московские пределы.
В январе 1661 года возвратился в Москву, где 17 января сам Государь лично встретил Ромодановского за Калужскими воротами и пожаловал к руке, в феврале был за государевым столов в Золотой палате вместе с другими участниками Малороссийского похода, а после пожалован за службу шубой атласной золотой в сто пятьдесят рублей, серебряный кубок, придачей к окладу в восемьдесят рублей и на покупку отчины выделено шесть тысяч ефимок, после чего послан в Белгород первым полковым и осадным воеводой. Летом к Ромодановскому в Белгород прибыли ногайские мурзы, кочевавшие под Астраханью и просили Государя принять их в русское подданство. Государь согласился и Ромодановский принял у них присягу.
В начале января 1662 года Юрий Хмельницкий и хан Мехмет-Гирей ушли за Днепр. В марте Ромодановский ходил первым воеводой из Белгорода к Днепру на крымцев и черкас, коих разбили и взял в плен 133 человека и семнадцать знамён, за что в апреле был прислан от Государя стольник Г. И. Кафтырев с милостивым словом, после чего ходил на город Ираклиев, взяв который пошёл к Переславу. Ожидая нападения со стороны Хмельницкого, Самко созвал Раду в Козельце, чтобы посоветоваться об обороне, но на самом деле он надеялся на его избрание в гетманы. И действительно, собравшиеся там казаки, 23 апреля объявили Ю. Хмельницкого изменником и выбрали в гетманы Самка, с условием, что в мае должна произойти новая рада для подтверждения избрания в присутствии московского посланника Протасьева на поле близ Нежина. На этой раде должен был быть и Ромодановский, но он остался в Нежине, прислав вместо себя стольника Семёна Змиева. Но мнения разделились и рада приняла решение отдать гетманское избрание «на волю Царского Величества, кого он Великий Государь пожалует в гетманы». Ю. Хмельницкий узнав о предстоящем избрании нового гетмана и желая этому воспрепятствовать, подступил к Переславлю и осадил Самка. В июне этого же года освободил от осады Переяслав, где держался гетман Яким Самко, и соединившись с гетманом, атаковал войска бунтующих казаков Юрия Хмельницкого у Канева. Битву начали казаки Самко, которые атаковали Хмельницкого два часа, пока не подошёл Ромодановский с конницей. Войска Хмельницкого были разбиты и бежали. Овладев лагерем противника, Ромодановский подошёл к Каневу и занял его, захватив весь обоз и побил одних только поляков порядка шести тысяч (с сеунчем к царю был направлен его сын Михаил), за что к нему вновь прислан от Государя стряпчий Лазарев с милостивым словом. Будущий гетман Иван Брюховецкий писал, что «мы все бы пропали, если бы не Ромодановский». Потом послал войска которые взяли Черкаск, а сам пошёл к Бужину, а оттуда в Лубну, где разбил черкас взяв у них обоз и двадцать две пищали, за что опять к нему прислан стряпчий Гагарин с милостивым словом. Продвинуться на Правобережье войскам не удалось: крымчаки разбили отряд во главе с воеводой Михаилом Приклонским в битве под Бужином и Ромодановский отвёл войска на зимние квартиры в Белгород.
В январе 1663 года указано ему ехать в Москву, куда прибыл в феврале, а в марте вновь отправлен первым воеводой в Белгород. Когда была закончена борьба с Ю. Хмельницким, была назначена 17-18 июня в Нежине Рада, на которой был избран в гетманы Малороссии «кошевой» Запорожского войска Иван Брюховецкий, которого поддержал Ромодановский и епископ Мифодий. В конце 1663 года началась последняя большая кампания русско-польской войны 1654—1667. Король Ян II Казимир начал большой поход на Москву. Продвигаясь на север вдоль реки Десны, польские отряды захватили Вороньков, Борисполь, Гоголев, Остер, Кременчуг, Лохвицу, Лубны, Ромны, Прилуки и ряд других небольших городов. Армия короля обходила крупные крепости с многочисленными русскими гарнизонами (Киев, Переяслав, Чернигов, Нежин). Сумев взять вначале 13 городов, королевское войско столкнулось затем с ожесточённым сопротивлением и задержалось в затяжной осаде Глухова.
В 1664 году для отражения наступления полк Белгородского разряда во главе с Ромодановским направился к Батурину и, соединившись с казаками гетмана Ивана Брюховецкого, выдвинулся к Глухову. Опасаясь деблокадного войска, король снял осаду и двинулся на Севск, но вскоре принял решение полностью прервать поход и отступить в Литву. Войска Ромодановского и Брюховецкого преследовали армию Яна II Казимира и столкнулись с его частями в Пироговской битве. После похода вернулся в Белгород, где был до июня.
В 1665 году Ромодановский и гетман Брюховецкий были пожалованы в бояре.
В 1668 году, после измены Брюховецкого (Левобережное восстание 1668—1669 годов), в новом походе на Украину снял осаду Чернигова и освободил города Левобережья. В Котельве Ромодановский подвергся ночному нападению гетмана Дорошенко с казаками, с которыми были в союзе крымцы с войском порядка 20.000 тысяч. Ромодановскому удалось отразить нападение. С известием к Государю 24 июня был направлен полковник рейтарского строя П. Стремчевский. В ответ на это, Государь прислал к Ромодановскому князя Н. Г. Гагарина «с государевым жалованием, милостивым словом». В сентябре Ромодановский двинулся к Нежину, где сидел в осаде воевода И. И. Ржевский, осаду снял. Той же участи подвергся и Чернигов, где был с войском Многогрешный, который сдал город с условием выйти из города с казаками. Впоследствии Ромодановскому удалось уговорить Многогрешного перейти в российское подданство, приняв от него присягу.
В марте 1669 года боярин Ромодановский провёл совещание с Д. Многогрешным в Глухове, и 03 марта там же во дворе дома Ромодановского, при присутствии черниговского архиепископа Лазаря Баранович, состоялась Рада и выборными казаками, был выбран в гетманы Д. И. Многогрешный. На этой же Раде Ромодановскому удалось убедить казаков согласиться по некоторым городам (Переславль, Нежин, Чернигов и Остр) ставить на них московских воевод. После чего Ромодановский вручил новому гетману верительные грамоты, затем в церкви была принята присяга.
Активно содействовал избранию в гетманы Ивана Самойловича. В 1668—1672 годах упоминается воеводой Белгорода.

### Восстание Разина
В 1670 году во время восстания Степана Разина, Фрол Разин, брат Степана, выступил на Слободскую Украину и осадил город Коротояк. Ромодановский в это время стоял в Острогожске. Получив известие про осаду от коротоякского воеводы и соединившись с тысячным отрядом казаков, присланных гетманом Демьяном Многогрешным, князь выступил к городу. Войска разинцев были разбиты и бежали вниз по Дону. За эту победу князь был удостоен «милостивого слова» от царя Алексея Михайловича и посланный к Григорию Григорьевичу стольник Михаил Приклонский передал князю, что государь велел «спросить вас о здоровье вашем, жалует вас за службу вашу и похваляет».

### Война с Турцией
В 1671-1678 годах первый воевода в Курске.
В 1672 году в Малороссии произошла новая перемена гетмана. Против гетмана Многогрешного был организован заговор. Заговорщики обвинили гетмана в сношениях с Д. Дорошенко и в его желании перейти в подданство Турции. Измена осталась не доказанной, но в марте заговорщики явились к московскому воеводе Григорию Неелову и испросили разрешения арестовать Многогрешного, на что воевода дал разрешение. Гетман был арестован и отправлен в Москву. По дороге сопровождавший арестованного гетмана конвой, свернул к Ромодановскому в Курск. В мае, московское правительство стала подумывать о новой избирательной Раде. По просьбе казацких старшин на Раде было поручено присутствовать боярину Ромодановскому и дворянину И. И. Ржевскому. Рада была назначена в Конотопе на 25 мая 1672 года, но Ромодановский прибыл в Путивль 09 июня и послал извещение, о своём вступлении в Малороссию и указанием всем выборным собирать Раду не в Конотопе, а где-нибудь между Конотопом и Путивлем. Остановившись в Казачьей Дубраве, его встретили старшины и просили устроить Раду рядом с селом, на что Ромодановский согласился и приказал собирать Раду. 17 июня явился архиепископ Лазарь Баранович и после этого приступили к выбору гетмана. По предложению выборных людей новым гетманом был выбран первый генеральный судья Иван Самойлович, у которого Ромодановский принял присягу. В результате Рады был подписан договор, вошедший в историографию, как Конотопские статьи. Избрание гетмана совпало с наступательными действиями турецкого султана Магомета IV против Речи Посполитой и Малороссии. Так завязалась русско-турецкая война 1672—1681 годов. В результате военных действий Османской империи с Речью Посполитой, в октябре был заключён Бучачский мир, по которому Правобережная Украина досталась Дорошенко на правах ленного от Турции, а город Каменец-Подольский с Подолией отошёл Турции.
В январе 1673 года на помощь Малороссии с большим войском был направлен Юрий Петрович Трубецкой, прибыв в Киев 13 февраля. В апреле произошёл съезд Ромодановского с гетманом в Сумах, на котором было принято решение собирать ратных людей для предстоящего похода, сойтись войскам приказано между Глинском и Лохвицей. После неудачного похода за Днепр, за который Ромодановский получил гневное царское письмо, а затем после длительных попыток склонить Дорошенко в российское подданство, в ноябре был дан царский указ Ромодановскому и гетману Самойловичу идти с войсками за Днепр, которые и выступили в декабре.
В январе 1674 года послан первым воеводой войск против турок и их союзников и бунтующих казаков, вошедших в историографию под названием Чигиринские походы. Войска сожгли Вороновку, Боровицу, Бужин, в апреле взяли Крылов, осадил Чигирин, которые принудил в 1675 году сдаться, в феврале взяли Черкаск, Мошны и Канев, но вследствие недостатка корма отступили к Переяславлю. После чего прислан к нему от Государя стрелецкий голова Левшин с милостивым словом, но царь поставил в укор, то обстоятельство, зачем они посылали Скуратова под Чигирин, а не осадили Дорошенко всеми ратными силами.
В 1676 году послан против войск под командованием Дорошенко. В марте при Лысенки встретился с войском Григория Дорошенко (братом гетмана) и татарами, разбил их полностью и обратил в бегство и в организованной погоне был захвачен Г. Дорошенко. Под влиянием этого поражения многие полковники бежала в Чигирин, оставив сои полки, а оставшиеся в Корсуне пять полковников со своими полками приняли российское подданство. Обо всех этих событиях в марте Ромодановский доложил Государю, на что царь послал С. С. Колтовского «с государевым жалованием, милостивым словом и о здоровье спрашивать». Находясь в Переславле, к Ромодановскому 17 февраля прибыл от польского короля гетман Западной стороны Михаил Ханенко с предложением положить свою гетманскую булаву и принять присягу в российское подданство. Вследствие отказа М. Ханенко от гетманства, в марте состоялась избирательная Рада, на которой был избран новый гетман западной стороны гетман Иван Самойлович, таким образом объединивший в своих руках обе стороны Украины. Во время обеда в честь старшины, к Ромодановскому прибыл от Дорошенко Иван Степанович Мазепа. Он передавал, что Дорошенко просит принять его в подданство со всем Запорожским войском и о том чтобы Ромодановский «взял бы его на свою душу, чтобы ему никакой беды не было». На это Ромодановский отвечал, чтобы Дорошенко ехал к нему без всякой опаски. Прождав Дорошенко весь апрель, в мае получил от него письмо, что Дорошенко отказывается присягать московскому государю. Отказ его объяснялся тем, что к нему в помощь шёл 4.000 тысячный отряд татар, который в мае соединился в Чигирине с Дорошенко и осадил в Черкасах московского воеводу. Неудачи на театре военных действий, принудили Дорошенко, 19 сентября 1676 года передать знаки гетманского достоинства боярину Ромодановскому, а тот передал их Самойловичу, как гетману обеих половин Малороссии. Взятые гетманские знаки достоинства были отправлена в Москву. Турецкий султан считая себя властителем Правобережной Украины, после отречения Дорошенко, назначает вновь гетманом Юрия Хмельницкого, до того находящегося у него в заточении в Константинопле.
В 1677 году принимал участие в военной компании против турок, в ходе боёв 26—27 августа 1677 года нанёс серьёзный урон турецким войскам и снял осаду с Чигирина. Турецкое войско было так напугано его победой, что побежало оставив весь свой лагерь, обоз и артиллерию, также в плен попали турецкий визирь. После чего Ромодановский укрепил Чигирин, а также выгнал турок из завладевших ими городов: Черкаска, Медведькова, Жаботино, Мошаха и Дробовки, оставив там военные гарнизоны, а сам отошёл к Киеву.
В апреле 1678 года Государь указал Ромодановскому идти в Малороссию, но до начала боевых действий попытаться вступить с визирем в переговоры, отстаивая Малороссию, с обоснованием, что ею не мог распоряжаться Дорошенко, и что она исстари принадлежала России. В случае неудачи переговоров идти в Чигирин и защищать его, а если это не возможно сжечь, а жителей переправить на левую сторону Днепра. Послан в Рыльск с полком новгородского разряда против турок и татар, коих в боях в июле и августе разбил. После падения Чигирина, Ромодановский был отозван в Москву, где и находился до своей смерти. Данное поражение Ромодановского вызвало большие толки. С одной стороны, говорили о его измене. Была также версия о том, что в плену у крымского хана с 1668 года находился сын Ромодановского, князь Андрей Григорьевич, и будто бы хан пообещал отпустить Андрея, если Ромодановский допустит визирю взять Чигирин, в противном случае Ромодановскому пришлют голову сына.
В сентябре 1679 года, среди прочих бояр, участвовал в государевом походе в село Хорошево.
В 1681 году за его многолетние службы пожалована прежняя его отчина, волость Ромоданово с тремя посёлками и 18 деревнями, а всего 285 дворов в Калужском уезде, шуба бархатная золотая, два сорока соболей, кубок серебряный золочёный и придачей к окладу в сто рублей. В ноябре был освобождён из плена сын князь Андрей Григорьевич.
В 1682 году тринадцатый в Боярской думе, в январе участвовал в Соборе, созванном царём Фёдором Алексеевичем по вопросу местничества, и подписался под «соборным деянием» об уничтожении местничества. В мае этого же года дневал и ночевал у гроба царя Фёдора Алексеевича.
Был близок к придворной партии Нарышкиных и лично к Артамону Матвееву. Подал челобитную, что его предки были удельными князьями Стародубскими, в связи с чем просил восстановить фамилию «Ромодановский-Стародубский» (челобитная была утверждена царём).
На память о многолетних походах боярина и князя Г. Г. Ромодановского, в Малороссии оставалась большая дорога, проведённая им во время Чигиринских походов прямым путём по степным местам от Путивля мимо Конотопа, Ромен и Хорола. Эта дорога, построенная им, уцелела до советского времени и носила его имя — Ромодановской, а простой народ называл её — Родоманом.

### Гибель
Г. Ромодановский был убит 15 мая во время стрелецкого бунта 1682 года. Стрельцы схватили князя между патриаршим двором и Чудовым монастырём в Кремле, напротив Посольского Приказа, схватили его за бороду и потащили к Разрядному приказу. По описанию современника, «ведуще его за власы и браду, зело ругательно терзаху и по лицу бивше», после подняли его на копья, а затем, опустив на землю, зарубили. Издевательства над трупом продолжались и после смерти. За ноги потащили через Спасские ворота на Лобное место Красной площади выкрикивая: «Дайте дорогу! Се боярин князь Григорий Григорьевич Ромодановский».
Как впоследствии говорили, что причиной казни стрельцы считали Ромодановского виновником неудачи Чигиринского похода, припоминали также притеснения и жестокость, какие он им чинил на службе во время походов.

## Семья
Григорий Ромодановский был женат на Анастасии Ивановне, происхождение которой неизвестно. В браке имел двоих сыновей: бояр и князей Андрея и Михаила (ум. 1714).